# De la Garma
De la Garma (parfois orthographiée De La Garma) est une localité dans la province de Buenos Aires, en Argentine. Elle se situe dans le partido d'Adolfo Gonzales Chaves.

## Géographie
De la Garma se situe à 415 km au sud de Buenos Aires et à 29 km à l'ouest d'Adolfo Gonzales Chaves, chef-lieu du partido. L'Arroyo Orellano traverse l'ouest de la localité, où il y a aussi de nombreuses lagunes.

### Transports
De la Garma est reliée à Adolfo Gonzales Chaves et Laprida par la route provinciale 75. Elle communique aussi avec Tres Arroyos et Chillar par le Chemin de fer General Roca (ligne Chillar-Barrow).

## Toponymie
Le toponyme De la Garma vient de l'anthroponyme De La Garma, porté par Antonio de La Garma, agriculteur ayant fait don de terrains pour établir la gare de la localité.

## Histoire
De la Garma a été fondée le 8 décembre 1912, date de l'inauguration de la gare. En 1916, elle rejoint le partido d'Adolfo Gonzales Chaves à sa création, et ne dépend donc plus de celui de Benito Juárez.

## Population et société
La localité comptait 1 625 habitants en 2010, ce qui représente une forte décroissance de 10 %. Elle a donc droit à une délégation municipale, représentée par Santiago Caparros.
On ne trouve pas d'établissement de santé à De la Garma, mais il y a une salle de premiers secours. Il y a une école et une église catholique placée sous le vocable de Nuestra Señora de Luján (Notre-Dame de Luján).

## Économie
L'économie de De la Garma est majoritairement agricole, notamment laitière, mais on y trouve aussi des commerces.

## Sports
Le Club Deportivo Garmense a ses locaux dans De la Garma, où il est possible de pratiquer divers sports.

### Football
On trouve un club de football à De la Garma : le Club Atlético Agrario, disposant d'un stade au centre de la localité, nommé après Diego Maradona qui est venu assister à son inauguration. Le Club Deportivo Garmense dispose aussi d'une équipe de football.

## Culture et loisirs
On trouve une bibliothèque et un cinéma-théâtre à De la Garma.

## Lieux et monuments

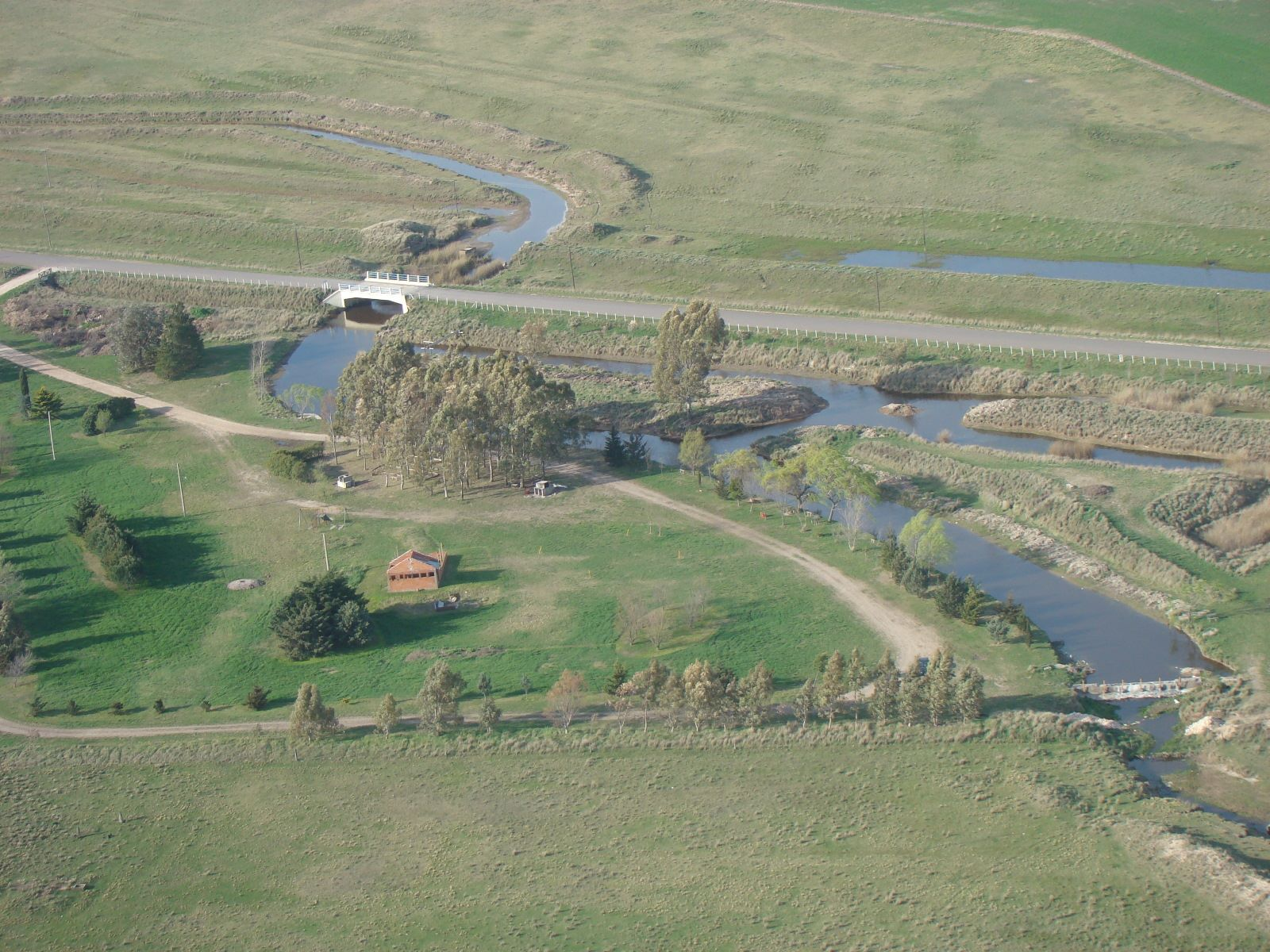
Le Parc de Pichín vu de l'air

- Église Nuestra Señora de Luján (Notre-Dame de Luján), consacrée en 1931.
- Parc de Pichín, divisé en deux par l'Arroyo Orellano.
- Place Independencia, centre historique de De la Garma.